# Lithobius lagrecai
Lithobius lagrecai är en mångfotingart som beskrevs av Matic 1962. Lithobius lagrecai ingår i släktet Lithobius och familjen stenkrypare. Inga underarter finns listade i Catalogue of Life.